# Lina Galore
Lina Galore, nombre artístico de Giovanni Montuori (nacida en 1988 o 1989), es un artista drag italiana y ganadora de la tercera temporada de Drag Race Italia.

## Primeros años
Giovanni Montuori nació en 1988 o 1989 y creció en una familia tradicional sureña, el segundo de dos hijos. Cuando era niño le gustaba jugar con muñecas. Se mudó a Milán cuando tenía 18 años y se licenció en derecho en la Facultad de Derecho de la Universidad Bocconi. Montuori descubrió el drag en 2016 y 2017 mientras tenía una relación de ocho años con Sissy Galore, su ahora exnovio y madre drag, y adoptó su apellido drag de ella. Su nombre drag se deriva de la actriz Lina Sastri. Se vistió de drag por primera vez en 2017 para una fiesta de Halloween junto a Sissy, quien se vistió como Jo Squillo. La propia Montuori se vistió como la cantante Sabrina Salerno. Comenzó a actuar como drag profesionalmente en 2019.

## Carrera
Lina Galore es una artista drag. En 2020 formó parte del cartel de "Queeriosity Unplugged", un cabaret drag en línea. Fue la ganadora de la tercera temporada de Drag Race Italia, que se emitió en 2023. En dicha temporada impersonó a Amanda Lear para el desafío del Snatch Game.

## Vida personal
Montuori es de Avellino y reside en Milán. Ha trabajado como consultora de estrategias de comunicación y productora digital. Cita que sus inspiraciones drag son Katya Zamolodchikova, Trixie Mattel, Alaska Thunderfuck, Bob the Drag Queen, Sasha Velour, Le Riche y Panthera Virus, así como los pin-ups de los años 50 y los villanos de Disney.

## Filmografía

### Televisión
- Drag Race Italia (3.ª temporada) (Ganadora)

| Predecesora: La Diamond | Ganadora de Drag Race Italia 2023 | Sucesora: - |